# Tommaso Padoa-Schioppa
Tommaso Padoa-Schioppa (ur. 23 lipca 1940 w Belluno, zm. 18 grudnia 2010 w Rzymie) – włoski ekonomista i bankowiec, członek zarządu Europejskiego Banku Centralnego, w latach 2006–2008 minister gospodarki i finansów. Jeden z współtwórców wspólnej europejskiej waluty euro.

## Życiorys
Ukończył studia z zakresu finansów na Uniwersytecie Bocconi w Mediolanie (1966), a w 1970 uzyskał magisterium w Massachusetts Institute of Technology. W latach 1966–1970 pracował w sektorze prywatnym. W 1968 został zatrudniony w Banku Włoch. W 1979 przeszedł do pracy w Komisji Europejskiej, w której kierował dyrekcją generalną ds. gospodarczych i finansowych. Powrócił następnie do włoskiego banku centralnego, w latach 1984–1997 zajmował stanowisko zastępcy jego dyrektora generalnego. Jednocześnie pod koniec lat 80. doradzał przewodniczącemu KE Jacques'owi Delorsowi, zaś od 1993 do 1997 stał na czele Bazylejskiego Komitetu Nadzoru Bankowego. W latach 1997–1998 był przewodniczącym Consob, włoskiego państwowego regulatora giełdy Borsa Italiana.
Od 1998 do 2005 zasiadał w pierwszym zarządzie Europejskiego Banku Centralnego. Był wówczas w kilkuosobowej grupie ekonomistów nadzorujących proces wprowadzania euro w większości krajów Unii Europejskiej. Przez kilka lat kierował think tankiem Notre Europe. Od maja 2006 do maja 2008 sprawował urząd ministra w drugim rządzie Romano Prodiego. Pod koniec życia kierował prywatną firmą konsultingową, doradzał także premierowi Grecji.
Był żonaty z ekonomistką Fiorellą Kostoris. Od końca lat 90. jego partnerką życiową była dziennikarka Barbara Spinelli.
Odznaczony Orderem Zasługi Republiki Włoskiej klasy II (1989) i I (2005).